# Riu Brent
El Brent és un afluent del riu Tàmesi que neix al nord d'aquesta ciutat, en el terme de Barnet i s'uneix al riu principal al seu pas per Brentford. El seu cabal és irregular, pot passar dels 42,9 m³/s, enregistrats el 12 d'octubre del 1993, a portar només 0,19 m³/s enregistrats el 3 d'agost del 1995.

## Nom
En una carta escrita pel bisbe de Londres de l'any 705 en què invita a una trobada a Breġuntford, el nom antic de Brentford, suggereix que el nom podria derivar d'una arrel celta "brigant-" que vol dir «el sagrat» i estaria relacionat amb una divinitat anomenada Brigantia.

## Origen i formació
El curs del riu Tàmesi no ha estat sempre el mateix, fa mig milió d'anys passava pel territori que actualment és Oxfordshire, després girava cap al nord, passava per Hertfordshire i East Anglia fins a desembocar a la mar del Nord per on ara està Ipswich. En aquell temps només rebia aigua recollida de les West Midlands més el que vessava de les Berwyn, unes muntanyes de Gal·les. La vall que abasteix d'aigua el Brent es va formar fa uns 500.000 anys com a resultat de l'acció d'una glacera; en aquella època d'inicis del Neogen, el principal canal de drenatge d'aquesta part d'Anglaterra estava a 40 km al nord de Brentford i passava per la depressió de Saint Albans. El riu Brent i els seus tributaris (el torrent Colne Brook i altres rus com el Lea) fluïen en la mateixa direcció des de més al nord i van crear l'actual curs del Tàmesi.

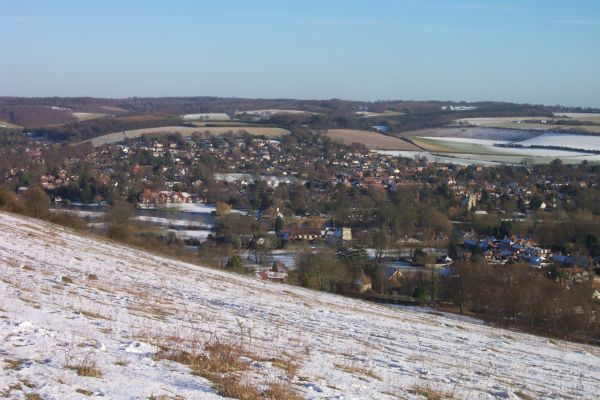
Gorja de Goring

L'arribada d'una indlandsis en el Quaternari, fa uns 450.000 anys, va malmetre el curs del Tàmesi a Hertfordshire i va ser l'origen de grans llacs de gel que finalment van desbordar els seus bancs i l'aigua va anar a parar al Tàmesi que va prendre un nou recorregut, aproximadament el mateix que avui dia, que passa per Londres. Progressivament durant aquesta edat de gel el canal de més al nord va ser empès cap al sud i mentre la llengua de gel avançava anava solcant el terreny, d'on va sorgir la depressió de Saint Albà. En trobar terreny més dur es va formar la gorja de Goring i un nou camí per al riu a través de Berkshire, que s'unia al Kennet fins a Londres on es retrobava amb el primer curs que havia tingut el riu. En aquest punt recollia l'aigua d'un llac, a prop de la mar del Nord. Un produït pel trencament d'aquest llaca (actualment el mar) va ser la principal causa de la formació de l'estret de Calais, entre l'illa de Gran Bretanya i França.
Durant la darrera glaciació, fa uns 10.000 anys, la Gran Bretanya estava connectada amb el continent europeu mitjançant un gran aiguamoll conegut com a Doggerland. Això va forçar el flux procedent de la costa d'Essex a anar cap al sud, on ara estan els rius Rin, Mosa i Escalda. Aquests rius formaven un de sol, el riu del canal que passava per l'estret de Calais i desembocava a l'oceà Atlàntic. La llengua de gel es va aturar a prop de Finchley i dels sediments que va dipositar es van formar dos pujols, el Dollis Hill i el Hanger Hill. El torrent de glaç que es fonia va començar a encaminar-se per la gorja de Finchley i va anar baixant fins a trobar-se amb el Tàmesi, al mateix tems que excavava la vall que és l'actual curs del Brent.
A ambdues bandes de la vall del Brent es troben terrasses de loess periglaciars, de vegades entre dipòsits de llims; això indica que anteriorment un gran pantà formava part del paisatge, el qual va desaparèixer amb la formació del riu. Les vessants pronunciades evidencien que el nivell d'aigua era molt més baix que el nivell mitjà del mar, però l'aigua baixava amb molt energia i l'erosió del terreny e va produir ràpidament. La superfície de la terra era llavors uns 110 o 120 m per sota del nivell actual. Els dipòsits de material procedents de l'erosió van pujar el nivell del terreny però hi ha indicis que des de l'època romana, o potser abans, el terreny s'ha estat assentant. D'aquesta manera, al llarg de gran part del curs actual del Brent es pot deduir com eren la seva força, només veient la gran quantitat d'al·luvions, que augmenta cada any amb les freqüents crescudes i inundacions que experimenta.

## Recorregut

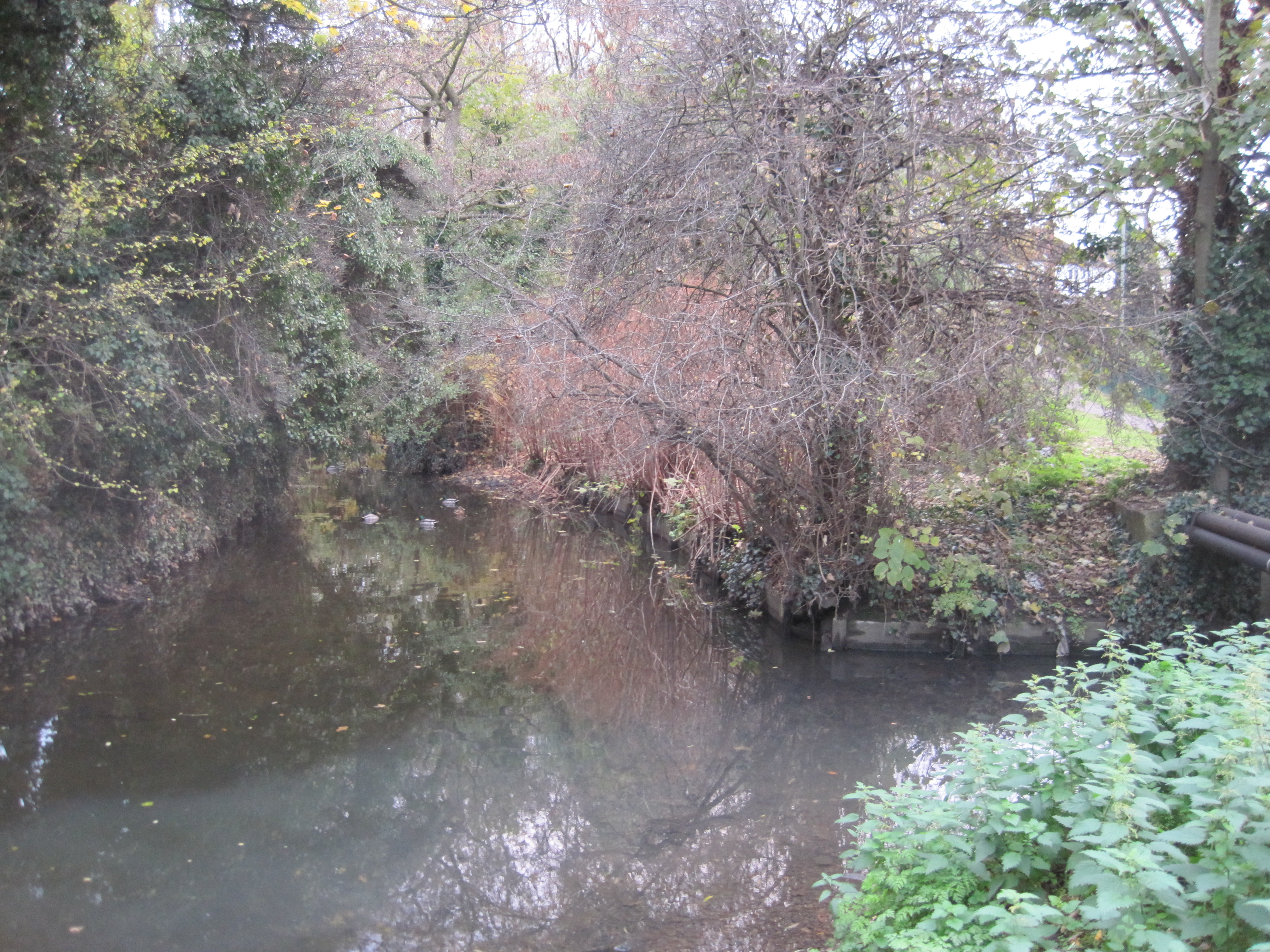
El naixement del Brent amb el Dollis Brook a l'esquerra i el Mutton Brook a la dreta.

El riu Brent neix en la unió de dues deus Dollis Brook i Mutton Brook a prop del pont Bridge Lane, al barri londinenc de Hendon, en el districte de Barnet.
El principal tributari és el torrent Dollis Brook, que té uns 10 km de llarg i que sorgeix a Moat Mount Open Space, al barri de Mill Hill, i es dirigeix cap a l'est passant per camp obert fins al King George V Playing Fields un parc de Totteridge al nord de Londres; llavors gira cap al sud i passa pel límit entre Totteridge i Whetstone. A prop de l'estació de metro se li uneixen les aigües d'un altre torrent, el Folly Brook, després segueix el seu camí passant per Church End i Finchley fins a arribar a Hendon.
El Mutton Brook neix en un bosc Cherry Tree Wood, a l'est de Finchley, inicia un camí cap a l'oest i segueix subterrani fins que torna a la superfície poc abans de Bishop's Avenue, llavors passa per un parc fins a les carreteres Lyttelton Road, Falloden Way i North Circular Road on finalment s'uneix al Dollis Brook.
Hi ha un petit rierol, el Decoy Brook, que neix a Turner's Wood al nord de Hampstead, passa per Temple Fortune al barri de Barnet i s'uneix al Brent al seu pas per Hendon. Un altre petit rierol, el Clitterhouse Stream, neix a l'oest de Hampstead Heath de la unió de dues deus, una d'aquestes deus alimenta una bassa anomenada Leg of Mutton Pond i un pou més avall a Golders Hill Park. A la vora del Leg of Mutton Pond hi ha una antiga pedra que assenyalava el lloc d'un campament, trobada el 1970 per uns arqueòlegs. Una altra deu alimenta un pou a Golders Hill Park, després passa en paral·lel amb Dunstan Road per sota terra fins a Childs Hill Park, on torna a la superfície. Al sud d'aquest parc hi havia una bugaderia industrial que feia servir les seves aigües. Des de Granville Road torna a fer-se subterrani i puja a la superfície a Clitterhouse Playing Fields on s'uneix al Brent.
El Brent flueix al costat de la carretera A406 North Circular, passant per Brent Park i sota la línia nord de metro que va a Brent Cross on s'embassa en un pantà, el Brent Reservoir, on rep les aigües d'un altre tributari, el Silk Stream. Hi ha diverses fonts que alimenten el Silk Stream, generalment torrent com el Burnt Oak Brook, Edgware Brook i Deans Brook.
Des d'aquí, encara seguint de prop la carretera North Circular, el riu passa per Stonebridge Park, al sud de Wembley, i per sota un aqüeducte que porta les aigües del canal Paddington Arm que forma part del Grand Union Canal. En sortir de Stonebridge Park el riu gira cap a l'oest i passa per sota de la carretera A40 Western Avenue i pel passeig de Lilburne, fins a arribar a Tokyngton Recreation Ground al barri de Harlesden, on està el parc que porta el nom del riu Brent River Park, i després de tres milles arriba al barri de Perivale. Allà passa per un altre parc Perivale Park i per sota del pont del ferrocarril fins que es troba amb un encreuament de camins (Stockdove Way amb Argyle Road), passa per la vora d'un carrer per a vianants i ciclistes a St Mary's the Virgin Perivale fins a arribar a un parc Pitshanger Park. El riu passa després per zona de prats Perivale East Meadow i Pitshanger Riverside meadows.
Aquest tram del riu es va drenar en la dècada del 1960 per evitar el risc d'inundacions i al carrer Costons Lane se li va construir un mur de protecció.
El Brent segueix després cap al sud, des del pont de Greenford Bridge, al barri de Hanwell, una milla després del prats. Llavors segueix el seu curs a la vora d'un camí per a ciclistes, per Costons Lane quan torna a girar cap a l'est en direcció a Perivale Park. Passa per davant de l'església de St. Mary's Church, després va per sota de les vies del la línia Great Western Railway per un viaducte de 270 m anomenat Wharncliffe Viaduct.
Passats uns 500m, el Brent s'uneix al Grand Union Canal on està la porta 97 d'aquest canal. A partir d'aquí el Brent és navegable, i finalment, a la resclosa 101 del canal s'uneix al riu Tàmesi a una milla del pont Kew Bridge, a Old Brentford.

## Aprofitament

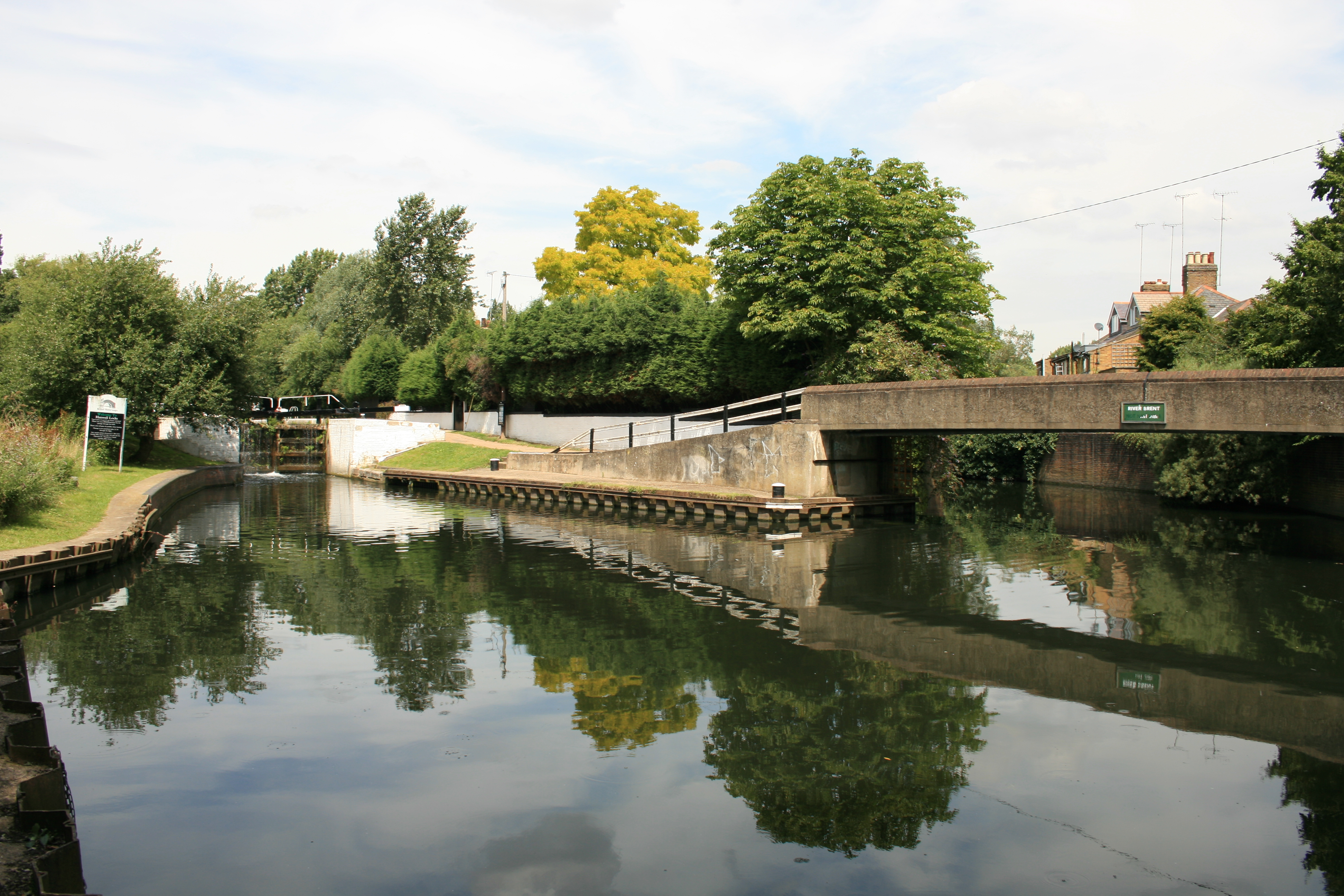
Grand Union Canal

El 1855 es va construir una dàrsena per aprofitar el tram navegable.
El 1803 es va proposar la construcció d'un pantà, el Grand Reservoir, però es va abandonar la idea per manca de diners. El 1820 no hi havia prou aigua per abastir el Grand Union Canal i el Regent's Canal i, en aplicació d'una llei del 1819, la companyia que gestionava el Regent's Canal va decidir fer una represa al riu Brent per tenir una reserva d'aigua en temps de necessitat ja fos per al canal o per al consum humà. La construcció del pantà va ser encarregada al l'enginyer William Hoof i es va fer entre 1834-1835. Per a fer-lo va ser necessari inundar una granja anomenada Cockman's Farm de 69 acres (280.000 m²), al començament se'l va nomenar "Kingsbury Reservoir" perquè abastava des de l'església de Old Kingsbury fins a Edgware Road. Hoof, va cobrar 2.740 lliures i sis xílings. L'agost del 1835, pocs mesos després de la inauguració quatre germans hi van morir ofegats per un accident. El 1841 es va desbordar i es va esquerdar a causa d'unes fortes pluges.
L'organització gal·lesa Welsh Harp Conservation Group (WHCG) col·labora des del 1972 en el pla de desenvolupament amb l'administració local per la conservació del medi ambient al voltant del Grand Reservoir.

## Nivell de contaminació
La pol·lució del Brent es va iniciar el 1886 a causa dels mitjans emprat per l'eliminació d'aigües residuals, la utilització de goma i per l'abocament de petroli d'algunes barques. L'augment més recent de vaixells amb motor ha empitjorat l'estat de les aigües.
Els alts nivells d'abocament de clavegueram havien acabat amb la truita local a Brentford a principis del 1920. Es va netejar el riu i el clavegueram es va desviar a un pou subterrània separat. A la dècada del 1990 es van començar a tornar a veure truites pel riu.
Encara hi ha una diferència entre la qualitat de l'aigua a la part alta del riu i la que té en la zona urbana. A Ealing s'ha detectat que els nivells d'oxigen no són suficients per a la vida aquàtica i a més l Brent s'ha vist perjudicat per la pèrdua d'enllaços amb els seus tributaris durant l'any 2010. El seu afluent, el Silk Stream va patir l'abocament d'aigües brutes pel trencament d'una claveguera el 2010.
El riu Tàmesi va ser l'abocador d'una claveguera el 2010 mentre es feien les obres d'arranjament de la claveguera de Queens Walk, al barri de Ealing, però van descobrir que moltes cases construïdes en aquella zona durant l'any 2000 en comptes d'estar connectades amb la xarxa de clavegueram abocaven al Brent. La directora de l'agència de protecció mediambiental va dir que això afectava a vuit de cada deu cases. Un altre abocament menor es va detectar el 3 d'abril del 2011.

## Registre de crescudes

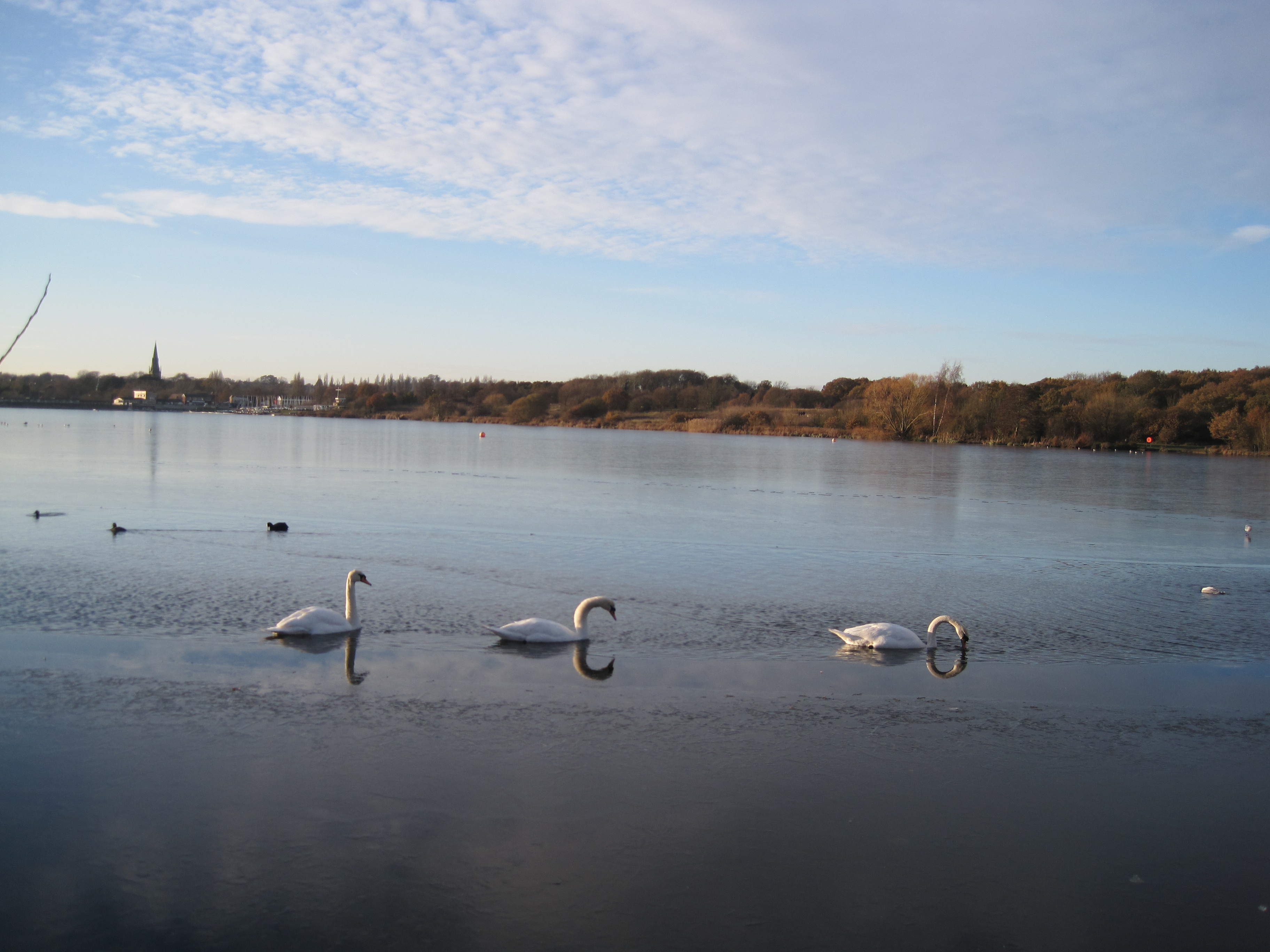
Grup de cignes al Brent Reservoir

El riu té un cabal irregular que pot anar des dels 5 peus de nivell en l'estació seca als 14 peus en l'època de més flux. Les obres per a controlar les crescudes no es van començar a fer fins al segle xx.
Hi ha un historial d'inundacions a causa de les crescudes d'aquest riu, les més destacades són:
- 1682- Causada per una forta tempesta, es va inundar tota la ciutat de Brentford i les aigües es van endur els fonaments d'algunes cases.[14]
- 1841- El pantà va sobreeixir i el riu va inundar la ciutat de Brentford; algunes persones van morir.[15]
- 1976- L'estiu del 1976 l'illa de Gran Bretanya va estar sota els efectes d'una gran depressió tèrmica i amb aquesta sequera es calculava que caldria sis o set anys per tornar a omplir els pantans, per tant es van obrir les rescloses permetent que fluís tota l'aigua disponible; però de sobte van arribar unes fortes pluges durant la nit i el riu es va desbordar.
- 2007- Durant l'agost una forta pluja va causar una inundació, que va durar poc, que va afectar diverses carreteres i el ferrocarril.
- 2009- Al novembre l'agència mediambiental va advertir a la població que podrien haver-hi crescudes del riu entre Hendon i Brentford, això va evitat majors mals quan les pluges van arribar.[16]

## Galeria d'imatges
- El riu a Brent Cross: la carretera A406 North Circular i la A41 Hendon Way es troben aquí; una petita resclosa desvia l'aigua cap al Brent Reservoir.
- El riu sota el pont de Vicar's Bridge, Alperton. Aquí el riu és aprofitat per donar aigua a dos barris: Ealing (a la riba esquerra) i Brent (a la dreta).
- Un desguàs que allibera el Brent de l'excés de cabal.
- La confluència del Brent amb el Tàmesi. El vaixell a motor està circulant cap a la part alta del Brent. Des d'aquest punt fins a Hanwell el Brent està canalitzat i forma part del  Grand Union Canal.